# Type XXIII (lớp tàu ngầm)
Tàu ngầm Klasse XXIII "Elektroboot" là loại tàu ngầm ven bờ (coastal submarine) được thiết kế để hoạt động tại các vùng biển như: Biển Bắc, Biển Đen và Biển Địa Trung Hải, nơi mà các tàu ngầm Klasse XXI rất dễ gặp phải rủi ro trong khi hoạt động (mắc cạn, vướng phải thủy lôi,...) do có kích cỡ quá lớn. Giống như "ông anh" Klasse XXI của mình, Klasse XXIII có thể hoạt động trong trạng thái lặn gần như mọi lúc và nhanh hơn những chiếc U-boat thông thường nhờ hình dáng được cải thiện, cụm ắc quy có điện lượng lớn, động cơ điện có công suất tối đa lớn hơn động cơ diesel và ống thông hơi giúp tàu sử dụng động cơ diesel ngay cả khi đang lặn nhưng do có kích thước quá nhỏ nên chúng chỉ có 2 quả ngư lôi được nạp sẵn trong ống phóng 21 inch (≈533mm) và không có ngư lôi dự trữ. Các tàu ngầm Klasse XXI và Klasse XXIII đã làm nên một cuộc cách mạng trong việc thiết kế tàu ngầm sau chiến tranh.

## Bối cảnh
Mọi việc bắt đầu khi tàu ngầm Klasse XXI được phát triển vào cuối năm 1942. Cùng thời gian đó, một đề xuất đã được đưa ra về việc phát triển một loại tàu ngầm gần bờ nhỏ hơn nhưng có công nghệ tương tự Klasse XXI để thay thế cho loại tàu ngầm gần bờ Klasse II đã lạc hậu. Đô đốc Karl Dönitz đã đặt ra thêm các yêu cầu là: Vì loại tàu mới không chỉ hoạt động ở Biển Bắc mà chúng còn phải hoạt động ở cả Địa Trung Hải, Biển Đen và Biển Baltic nữa nên là việc vận chuyển từ Đức đến các căn cứ hải quân ở Pháp, Danzig (nay là Gdánsk, Ba Lan) và Ý cần phải diễn ra một cách nhanh chóng, tiết kiệm và đơn giản nhất có thể nhưng nó vẫn phải sử dụng ngư lôi G7e 21 inch tiêu chuẩn.
Việc phát triển tàu ngầm Klasse XXIII được ưu tiên đặt lên hàng đầu, với việc sử dụng những phụ tùng đã có sẵn càng nhiều càng tốt. Để giảm thời gian phát triển, Hellmuth Walter đã thiết kế tàu ngầm mới dựa trên nguyên mẫu Type XXII trước đó của ông. Đến ngày 30 tháng 6 năm 1943, thiết kế đã sẵn sàng và việc chế tạo được bắt đầu song song không chỉ tại Đức mà còn tại một số nhà máy đóng tàu ở Pháp, Ý và Ukraine (do Đức chiếm được). Nhà thầu chính được chọn để thực hiện công việc đóng tàu là Deutsche Werft tại Hamburg.
Giống như Klasse XXI, từng phần khác nhau của Klasse XXIII sẽ được làm riêng biệt và do nhiều nhà thầu phụ khác nhau cùng thực hiện. Một số sẽ được lắp ráp ở bãi đóng tàu ở ngoài nước (tính từ U-2446 đến U-2460) được thực hiện ở xưởng đóng tàu chi nhánh được xây dựng từ năm 1943 của Deutsche Werft tại Mykolaiv. Chúng được chuyển đến xưởng đóng tàu Linzner vào 01/05/1944 và sau đó việc đóng chúng bị hủy bỏ. Điều này có nghĩa là việc đóng tàu chỉ còn được tập trung ở Germaniawerft tại Kiel và Deutsche Werft tại Hamburg. Germaniawerft đóng được 51 chiếc, còn Deutsche Werft đóng được 49 chiếc. Trong tổng số 980 chiếc được đặt hàng chỉ có 63 chiếc được chế tạo hoàn thành.

## Thiết kế
Tàu ngầm Klasse XXIII là loại tàu ngầm thân đơn. Thân tàu của nó có hình dáng khí động học và một tháp chỉ huy khá nhỏ để gắn kính tiềm vọng và ống thông hơi. Ngoài ra, nó còn có một khoang cách âm để đặt động cơ diesel.
Chân vịt duy nhất của tàu có ba cánh và một bánh lái ở phía sau. Giống với Klasse XXI, phần dưới của thân tàu hình số 8 được sử dụng để chứa 62 ắc quy.
Để có thể được vận chuyển bằng đường sắt, các tàu ngầm Klasse XXIII phải có thể tháo rời được để đặt trong các khoang chứa hàng tiêu chuẩn. Khi vận chuyển, tàu có thể được tháo ra làm bốn phần thân tàu và tháp chỉ huy riêng biệt. Vì vấn đề tiết kiệm không gian và chi phí khi vận chuyển nên phần thân của tàu được thiết kế càng hẹp càng tốt. Điều đó có nghĩa là nó chỉ có thể gắn được hai ống phóng ngư lôi và không thể mang theo ngư lôi dự trữ như các tàu ngầm Klasse VII, IX hay XXI trước đó. Các ngư lôi được đẩy trực tiếp vào các ống phóng từ phía sau tàu.
Tàu ngầm Klasse XXIII đã chứng minh rằng nó có những đặc tính ấn tượng trong việc xử lý các tình huống, với khả năng di chuyển và điều khiển dễ dàng cả khi nổi cũng như khi lặn. Nó có thể lặn xuống hoàn toàn chỉ trong 9-12 giây, độ sâu tối đa mà loại tàu này có thể đạt được là 180 m. Tốc độ tối đa khi lặn là 12,5 kn (23,2 km/h; 14,4 mph), tốc độ tối đa khi nổi là 10,5 kn (19,4 km/h; 12,1 mph).

## Công việc đóng tàu
Chiếc đầu tiên của loại tàu ngầm Klasse XXIII là chiếc U-2321 được hạ thủy ở Deutsche Werft tại Hamburg vào 17/04/1944. Đây là một trong sáu chiếc được giao nhiệm vụ tuần tra vùng biển Anh vào đầu năm 1945. 48 chiếc tiếp theo dược hạ thủy ở Deutsche Werft và 13 chiếc ở Germaniawerft tại Kiel. Chiếc U-4712 là chiếc cuối cùng của loại này được hạ thủy vào 19/04/1945, 11 ngày trước khi Hitler tự sát.

## Lịch sử hoạt động
Không có chiếc nào trong số 6 chiếc tàu ngầm Klasse XXIII là U-2321, U-2322, U-2324, U-2326, U-2329 và U-2336 bị đánh chìm bởi quân Đồng Minh nhưng chúng đã đánh chìm được 5 chiếc tàu chở hàng của đối phương với tổng trọng tải là 14.601 tấn.
Nhiệm vụ tuần tra đầu tiên của loại tàu ngầm này bắt đầu khá trễ trong chiến tranh, chiếc U-2324 ra bắt đầu khơi từ Kiel vào 18/01/1945. Chiếc tàu ngầm Klasse XXIII đạt được thành công đầu tiên trong chiến tranh là chiếc U-2322 (được chỉ huy bởi Oberleutnant zur See Fridtjof Heckel). Xuất phát từ một căn cứ tàu ngầm Đức ở Na Uy vào ngày 06/02/1945, chiếc tàu ngầm này đã phát hiện một đoàn tàu vận tải ngoài khơi Berwick tại Northumberland. Nó đã đánh chìm chiếc tàu buôn Egholm vào ngày 25 tháng 02. Chiếc U-2321 cũng đã đánh chìm chiếc tàu buôn Gasray ở ngoài khơi St Abbs Head vào ngày 05/04/1945. Chiếc U-2336 (dưới sự chỉ huy của Kapitänleutnant Emil Klusmeier) đã đánh chìm 2 chiếc tàu buôn cuối cùng của quân Đồng Minh bị mất trong chiến tranh thế giới thứ hai tại chiến trường Đại Tây Dương bằng 2 quả ngư lôi, đó là chiếc Sneland và Avondale Park ngoài khơi Isle of May vào ngày 7 tháng 5 năm 1945.
Hai chiếc Sneland và Avondale Park bị đánh chìm vào khoảng 23:03, chưa đầy một giờ trước khi quân Đức tuyên bố đầu hàng và chiếc Avondale Park trở thành chiếc tàu buôn cuối cùng bị tàu U-boat đánh chìm trong thế chiến thứ hai.

## Tổn thất
8 chiếc tàu ngầm Klasse XXIII bị chìm vì nhiều lý do khác nhau:
- Chiếc U-2323 đâm vào thủy lôi, 26/07/1944.
- Chiếc U-2331 gặp tai nạn khi đang huấn luyện, 10/10/1944.
- Chiếc U-2338 bị máy bay Beaufighter của Anh đánh chìm, làm thiệt mạng 12 thủy thủ, 04/05/1945
- Chiếc U-2342 đâm vào thủy lôi, 26/12/1944.
- Chiếc U-2344 bị đâm và chìm bởi chiếc U-2336, 18/02/1945.
- Chiếc U-2351 bị trả lại sau khi bị dính bom, 04/1945.
- Chiếc U-2359 bị máy bay Mosquitos của không quân Anh đánh chìm, 12 thủy thủ Đức thiệt mạng, 02/05/1945.
- Chiếc U-2367 bị chìm sau một vụ va chạm dưới nước với một chiếc U-boat không xác định, 05/05/1945.

Vào đầu tháng 05/1945, 31 chiếc Klasse XXIII đã bị thủy thủ đoàn tự đánh đắm. 20 chiếc khác thì lại đầu hàng quân Đồng Minh và bị Hải quân Anh đánh đắm gần hết trong Chiến dịch Deadlight. Chỉ có 3 chiếc là còn sót lại sau chiến tranh là U-2326 (trở thành tàu ngầm Anh với tên N35), U-2353 (trở thành tàu ngầm Anh với tên N37) và U-4706 (trở thành tàu ngầm Na Uy với tên Knerten).

## Sau chiến tranh
Một chiếc Klasse XXIII đã được giao cho Liên Xô theo khuôn khổ của hiệp ước Potsdam và chiếc thứ hai được cho là đã trục vớt vào năm 1948.
Vào năm 1958, Hải quân Đức đã trục vớt thành công 2 chiếc Klasse XXIII là U-2365 (chiếc này bị đánh đắm ở ngoài khơi Kattegat vào ngày 8 tháng 5 năm 1945) và U-2367 (chiếc này bị chìm ở gần Schleimünde do đâm phải một chiếc U-boat khác (trong khi đang huấn luyện) vào ngày 5 tháng 5 năm 1945) lên để sửa chữa rồi họ đưa nó vào sử dụng trong biên chế với tên gọi mới là U-Hai (Shark) và U-Hecht (Pike) với các số hiệu là S 170 và S 171. Chiếc U-Hai bị chìm do một trận bão lớn tại Dogger Bank vào ngày 14 tháng 9 năm 1966 làm thiệt mạng 19 thủy thủ và chỉ còn duy nhất một đầu bếp của chiếc tàu này còn sống sau tai nạn khủng khiếp đó và được một tàu đánh cá của Anh cứu vớt và đưa về đất liền. Sự việc đó là một thảm họa hàng hải của Hải quân Đức trong suốt 50 năm tồn tại của mình. Xác của chiếc U-Hai được trục vớt lên và rã sắt vụn vào ngày 24 tháng 9 năm 1966. Chiếc U-Hecht bị loại biên vào năm 1968 và bị rã sắt vụn vào năm 1969. Các thử nghiệm với hai chiếc tàu ngầm loại này đã dẫn đến thiết kế của tàu ngầm Klasse 206 vẫn được dùng đến ngày nay.